# Åtgärder i vatten
Åtgärder i Vatten (ÅiV) är Sveriges nationella databas över utförda akvatiska restaureringsåtgärder såsom biotopvård, återintroduktioner, fisketillsyn, fiskvägar och utrivningar av vandringshinder. Databasen skapades som nationellt verktyg för Länsstyrelserna 2004 att registrera restaureringsåtgärder finansierade med statliga medel. Inblandade myndigheter var Fiskeriverket, Naturvårdsverket, Riksantikvarieämbetet och Länsstyrelserna. Efter Havs- och Vattenmyndighetens (HaV) bildande är HaV ensam finansiär till systemet som idag förvaltas av Länsstyrelserna.

## Åtgärdstyper och avgränsning
Åtgärdstyper som finns i Åtgärder i Vatten är: biotoprestaurering, fiskvägar, utrivningar av vandringshinder, hydrologisk restaurering, fiskutsättningar, uppföljningar och inventeringar, utredningar och artspecifika åtgärdsplaner, fisketillsyn. 
Åtgärder i Vatten är idag den utpekade nationella databasen för fiskvägar oavsett finansiering. 
Åtgärder i Vatten innehåller inte åtgärder för restaurering av våtmarker eller terrestriska miljöer.
Åtgärder i Vatten delar sina data som öppna data enligt Creative Commons Zero (CC0)